# Walter Fusi
Walter Fusi (* 3. August 1924 in Udine; † 15. Mai 2013 Colle di Val d’Elsa) war ein italienischer Maler.
Er wurde 1924 als Kind toskanischer Eltern in Udine geboren. Nach Abschluss des Studiums an der Academia di Belle Arti in Florenz schloss er sich der damaligen Avantgarde, der informellen Bewegung Italiens an. 1963 kam es zum Bruch. In den darauffolgenden Jahren verabschiedete sich Fusi von den informellen Inhalten und kehrte zurück zur geometrischen Abstraktion. Von 1965 bis Mitte der 1970er Jahre lernte er – angelehnt an die Op-Art –, dreidimensionale Objekte auf der Leinwand umzusetzen. Diese Form der Konkreten Kunst brachte ihm diverse nationale und internationale Kunstpreise ein.
1979 zog Fusi nach Florenz. Seitdem sind seine Bilder geprägt von der Symbiose seiner beiden vorherigen Werkphasen. So verbindet er in seiner heutigen Malerei die instinktiven Elemente der informellen Bewegung mit der Formensprache der geometrischen Abstraktion. Das Ergebnis sind Werke von intensiver Farbwirkung, kombiniert mit der ihm typischen inhaltlichen Verbindung von Zeichen, Gesten und geometrischen Formen.